# Mawson Resources
Mawson Resources är ett kanadensisk-australiskt företag som ägnar sig åt prospektering efter mineraltillgångar i olika länder, bland annat Sverige, Finland och Spanien. Företaget har säte i Vancouver och företagets aktie handlas på börsen i Toronto samt i Frankfurt.

## Verksamhet i Sverige
Mawson Resources verksamhet i Sverige var ursprungligen inriktad på guldletning.
I början av 2006 fick företaget tillstånd att leta efter uran. I mitten av 2007 beskrev Mawson Resources tre av sina prospekteringsprojekt i Sverige som "framskridna" (advanced):
- Duobblon
- Kläppibäcken i Hotagen
- Tåsjö

Ett hetare projekt för uranprospektering har därefter hittats i trakten av Krokom. Efter flera turer med överklaganden har Mawson i mars 2012 fått slutligt tillstånd att provborra.